# Big Ass
Big Ass (Thai: บิ๊กแอส) ist eine thailändische Rockband aus Bangkok.

## Bandgeschichte
Die Band wurde 1997 in Bangkok gegründet und brachte ihr erstes Album No World noch im selben Jahr heraus. Auf den Namen „Big Ass“ kam man, als man nach einem Namen suchte, welcher markant und ungewöhnlich sein sollte. Man schaute sich um und blickte auf einen Arsch. Da dieser etwas „Handfestes und Robustes“ darstelle – eben Rock-Musik – man aber nicht nur einen normalen Arsch wollte, entstand daraus der Name „Big Ass“ (deutsch etwa: „Großer Arsch“). Mit dem vierten Album Seven kam dann auch das Bandlogo von „Big Ass“ dazu. Der achte Titel des Albums ist dann auch dem Bandlogo gewidmet, er trägt anstelle des Songtitels das neue Bandlogo.
Im Jahr 2000 erschien mit XL das zweite Album der Band, 2003 folgte My World. Für das vierte Album, Seven, wechselte die Band vom Label Muci Bugs zum größten thailändischen Label, GMM Grammy. Der Song Khon Mai Ao Than (คนไม่เอาถ่าน) verhalf der Band zum Durchbruch in Thailand. Die zuletzt veröffentlichte Single Yang Noi (อย่างน้อย) stammt aus dem Soundtrack zum Film Pid Term Yai Hua Jai Wa Wun.

## Stil

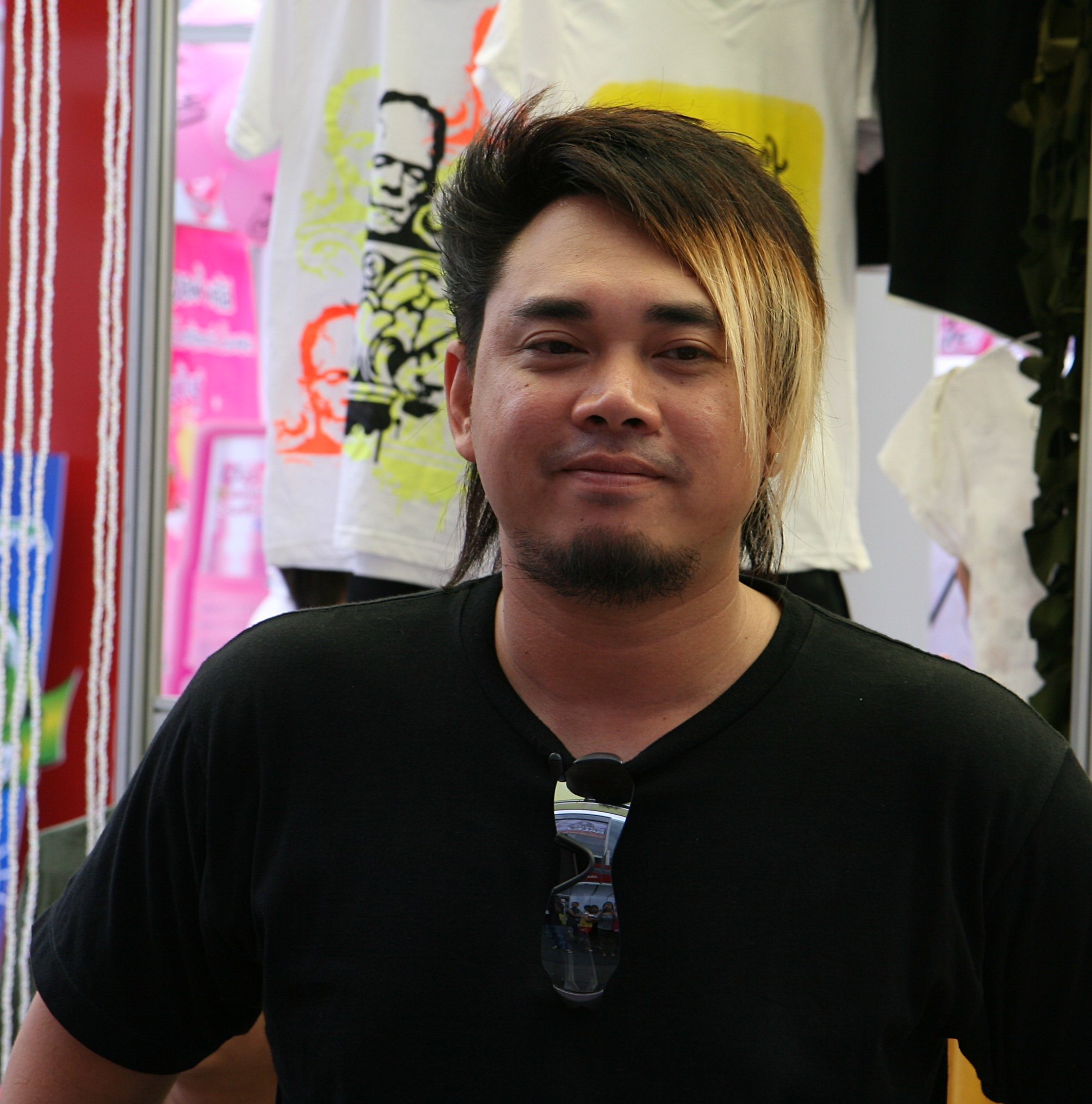
Ekarat „Dax“ Wongcharat, Sänger

Die Band spielt überwiegend melodischen Rock, auf den neueren Alben sind jedoch auch Einflüsse von Nu Metal, Metalcore und Power Metal zu hören.

## In den Schlagzeilen
„Dax“ Ekarat Wongcharat machte Schlagzeilen, als ein 17 Jahre altes Model 2006 behauptete, dass er der Vater ihres Babys sei.
Angeblich hatten sie Sex, als sie 16 Jahre alt war. Dax wurde zunächst festgenommen, jedoch kurze Zeit später wieder auf Kaution freigelassen. Nach einer DNA-Probe konnte festgestellt werden, dass er nicht der Vater des Kindes ist. Er wurde dennoch verurteilt wegen Sex mit Minderjährigen. Er bekam ein vermindertes Strafmaß und musste sich verpflichten, zwei Anti-Drogen-Lieder zu schreiben oder zu produzieren.

## Auszeichnungen
- Bestes Newcomer Album „Not Bad“, 10th Season Awards (สีสัน อะวอร์ดส์), 1998
- Beste(s) Rock Duo oder Band, Bestes Rock Album für „My World“, und Bester Rock Song „Chiwit Lang Khwam Tai“ (ชีวิตหลังความตาย), 16th Season Awards, März 2004
- Beste Band des Jahres für „My World“, Fat Awards #2, April 2004[4]
- Beste Rock-Gruppe und Bestes Rock Album für „Seven“, 17th Season Awards, March 2005
- Song des Jahres für „Len Khong Sung“ und beliebteste Künstler, gewählt von anderen Künstlern, Fat Awards #3, April 2005[5]
- Beste Rock-Gruppe, Bestes Rock Album für „Begins“ und Bester Rock Song für „Begins“, 19th Season Awards, March 2007

## Diskografie

### Studioalben
- Not Bad (1997)
- XL (2000)
- My World (2003)
- Seven (Juli 2004)
- Begins (November 2006)
- Love (12. Dezember 2008)

### DVDs / VCDs
- Big Body Concert, Big Ass & Bodyslam in Concert (Impact Arena 9. Oktober 2005)
- Big Ass – Perd Prom Likhit – (Mai 2007) – Live-Konzert vom 17. März 2007, Thunder Dome, Bangkok